# E. A. Dupont
Ewald André Dupont (25 de desembre de 1891 - 12 de desembre de 1956) va ser un director de cinema alemany, un dels pioners de la indústria cinematogràfica alemanya. Sovint se'l va acreditar com a E. A. Dupont.

## Inici de carrera
Columnista d'un diari el 1916, Dupont es va convertir en guionista i va començar a dirigir els seus propis guions d'històries de crims el 1918. Després de diversos èxits a la seva Alemanya natal en cinema mut, va treballar a Londres i a Hollywood, Califòrnia. Un dels seus majors èxits va ser la pel·lícula muda Varieté (1925). Aquesta pel·lícula, sobre un ex-trapezista, va destacar pel seu innovador treball de càmera amb un moviment altament expressiu a través de l'espai, realitzat pel director de fotografia expressionista Karl Freund. Varieté fins i tot va tenir un bon rendiment als Estats Units, projectant-se durant 12 setmanes al teatre Rialto de Nova York.

## Estats Units
L'èxit de Dupont va ser notat per Carl Laemmle a Universal, que li va oferir a Dupont un contracte lucratiu. El seu primer projecte va ser Love Me and the World Is Mine a principis d'estiu de 1926, que va superar molt el pressupost (350.000 dòlars) i no va ser un èxit.

## Gran Bretanya
Dupont es va dirigir a Gran Bretanya i va fer la pel·lícula Piccadilly (1929), un silenciós tardà, que es recorda per l'actuació central de l'actriu xinesa-nord-americana Anna May Wong. Atlàntic (també 1929) és un relat del desastre del Titànic i es considera un dels usos més innovadors de la tecnologia de la pel·lícula sonora disponible en aquell moment. Dupont va fer diverses pel·lícules més a Gran Bretanya i algunes a Alemanya i França.

## Carrera posterior
Després d'un breu retorn a Alemanya, el director jueu va emigrar als Estats Units el 1933, on va ser assignat a diverses pel·lícules B i pel·lícules de "programadors" de baix pressupost. Descontent amb la manca d'oportunitats que li oferia a Hollywood, Dupont es va convertir en un agent de talents el 1940.
Dupont va tornar al cinema quan va escriure i dirigir The Scarf (1951). El 1952 i el 1953, va escriure 23 episodis per a la sèrie de televisió Big Town (1950–56) i va dirigir dos d'aquests episodis, "Tape Recorder" (19 de juny de 1952) i "The Story of Jerry Baxter" (1 de gener de 1953). Dupont va dirigir diverses pel·lícules més de baix pressupost, com ara The Neanderthal Man (1953).

## Filmografia seleccionada

### Director
- Europa postlagernd (1918)
- Mitternacht (1918)
- Der Teufel (1918)
- Die Japanerin (1919)
- Das Geheimnis des Amerika-Docks (1919)
- Die Maske (1919)
- Die Spione (1919)
- Die Apachen (1919)
- Das Derby (1919)
- Alkohol  (co-director: Alfred Lind, 1919)
- Der Würger der Welt (1920)
- Das Grand Hotel Babylon (1920)
- Der weisse Pfau (1920)
- Whitechapel. Eine Kette von Perlen und Abenteuern (1920)
- Herztrumpf (1920)
- Der Mord ohne Täter (1921)
- Kinder der Finsternis (1921)
- Die Geierwally (1921)
- Sie und die Drei (1922)
- Die grüne Manuela (1923)
- Das alte Gesetz (1923)
- Der Demütige und die Tänzerin  (1925)
- Varieté (1925)
- Love Me and the World Is Mine (1927)
- Moulin Rouge (1928)
- Piccadilly (1929)
- Atlantic (en anglès, 1929)
  - Atlantik (en alemany, 1929)
  - Atlantis (en francès, 1930)
- Two Worlds (en anglès, 1930)
  - Zwei Welten (en alemany, 1930)
  - Les deux mondes (en francès, 1930)
- Menschen im Käfig  (en alemany, 1930)
  - Le cap perdu (en francès, 1931)
  - Cape Forlorn  (en anglès, 1931)
- Salto Mortale (en francès, 1931)
  - Salto Mortale (en alemany, 1931)
- Peter Voss, Thief of Millions (1932)
- The Marathon Runner (1933)
- Ladies Must Love (1933)
- The Bishop Misbehaves (1935)
- Forgotten Faces (1936)
- A Son Comes Home (1936)
- Night of Mystery (1937)
- On Such a Night (1937)
- Love on Toast (1937)
- Hell's Kitchen (1939)
- The Scarf (1951)
- Pictura: An Adventure in Art (1951, co-director)
- Problem Girls (1953)
- The Neanderthal Man  (1953)
- The Steel Lady (1953)
- Return to Treasure Island (1954)

### Guionista
- Mein ist die Rache (dir. Rudolf Meinert, 1916)
- Der Onyxknopf (dir. Joe May, 1917)
- Es werde Licht! (dir. Richard Oswald, 1917)
- Ferdinand Lassalle (dir. Rudolf Meinert, 1918)
- Durchlaucht Hypochonder (dir. Frederic Zelnik, 1918)
- Alkohol (dir. Alfred Lind, 1919)
- Die Karten des Todes (dir. Felix Basch and Paul Leni, 1920)
- Madame Pompadour (dir. Herbert Wilcox, 1927)
- Magic Fire (dir. William Dieterle, 1955)
- Please Murder Me (dir. Peter Godfrey, 1956)